# Lethal Weapon (televisieserie)
Lethal Weapon is een Amerikaanse televisieserie bedacht door Matt Miller en gebaseerd op de franchise met dezelfde naam gemaakt door Shane Black. De serie werd voor het eerst uitgezonden op 21 september 2016 op Fox.

## Verhaal
Roger Murtaugh, een ouder wordende detective met een vrouw en drie kinderen, werkt samen met Martin Riggs, een jongere, enigszins onstabiele detective wiens vrouw en ongeboren kind onlangs zijn vermoord. Hoewel Riggs 'duivelse methoden voor het vergelijken van criminelen zijn leven en het leven van Murtaugh op regelmatige basis in gevaar brengen, kunnen de twee een respect en vriendschap ontwikkelen.

## Rolverdeling
- Damon Wayans - Roger Murtaugh
- Clayne Crawford - Martin Riggs
- Seann William Scott - Wesley Cole
- Jordana Brewster - Dr. Maureen Cahill
- Keesha Sharp - Trish Murtaugh
- Kevin Rahm - Brooks Avery
- Johnathan Fernandez - Bernard Scorsese
- Michelle Mitchenor - Sonya Bailey
- Chandler Kinney - Riana Murtaugh
- Dante Brown - Roger "RJ" Murtaugh Jr.